# Crypto IP Encapsulation
 CIPE (Crypto IP Encapsulation) ist ein Projekt, in dem ein Protokoll und eine Implementierung von virtuell privaten Netzwerken (VPN) entwickelt wird.
CIPE versucht, die Realisierung solcher VPNs so einfach wie möglich zu machen. Während Ansätze wie IPsec zum Zweck der abhörsicheren Kommunikation über Netzwerke neue Protokolle entwickeln, die die herkömmlichen ersetzen, verwendet CIPE zum Transport der Daten über das Netzwerk das bereits existierende Protokoll UDP.
In der einfachsten Variante erzeugt CIPE mit Hilfe eines Kernelmoduls eine virtuelle Netzwerkschnittstelle, über die Programme dann wie gewöhnlich kommunizieren können. Diese Schnittstelle versendet die Daten aber nicht direkt über das Netzwerk, sondern verschlüsselt sie und versendet sie dann mit Hilfe von UDP über eine echte Netzwerkschnittstelle. Beim Kommunikationspartner wird ebenfalls die virtuelle Schnittstelle zwischen die echte Netzwerkschnittstelle und das entsprechende Programm geschaltet, sodass die Daten hier wieder entschlüsselt werden können. Auf diese Weise wird die mit der Verschlüsselung zusammenhängende Komplexität vollkommen vor den kommunizierenden Programmen verborgen.
Das Verpacken eines Kommunikationskanals in einen anderen – wie es eben CIPE macht – nennt man Tunneling. CIPE zeichnet sich gegenüber anderen Tunnelingansätzen durch eine leichte Installation aus. Es setzt im Gegensatz zu IPsec auf UDP over IP auf. Andere Protokolle verwenden in der Regel andere IP-Protokolle wie GRE oder L2TP. Firewalls können möglicherweise durch fehlerhafte Implementierung Probleme mit anderen IP-Protokollen als UDP oder TCP bekommen. Ein weiterer Vorteil von UDP gegenüber tiefer liegenden Protokollen ist, das es für NAT Umgebungen etablierte Verfahren gibt, Adressen umzuwandeln.
Gängige andere Technologien und Programme zum Aufbau von VPNs sind PPTP, IPsec, L2TP und OpenVPN.
Mit der zunehmenden Leistungsfähigkeit von OpenVPN muss CIPE mittlerweile als obsolet betrachtet werden. Hier und dort werden noch Patches eingepflegt, um die Funktionsfähigkeit unter neueren Kerneln zu gewährleisten, aber eine darüberhinausgehende Entwicklung findet nicht mehr statt. Clients für Windows XP oder Vista existieren nicht; unterstützte Betriebssysteme von Microsoft sind Windows NT4 und 2000.